# José Pedraza (boxe anglaise)
José Pedraza est un boxeur portoricain né le 8 mai 1989 à Caguas.

## Carrière
Passé professionnel en 2011, il remporte le titre vacant de champion du monde des poids super-plumes IBF après sa victoire aux points contre Andrey Klimov le 13 juin 2015. Pedraza conserve son titre aux points le 3 octobre 2015 contre Edner Cherry puis le 16 avril 2016 contre Stephen Smith. Il est en revanche battu par arrêt de l'arbitre au 7e round par Gervonta Davis le 15 janvier 2017.
Le 25 août 2018 à Glendale en Arizona, Pedraza s'empare de la ceinture WBO des poids légers détenue par Raymundo Beltrán après un succès aux points. Le 8 décembre 2018, il affronte Vasyl Lomachenko, champion WBA de la catégorie, et s'incline aux points.